# 2002 (szám)
A 2002 (kétezer-kettő) (római számmal: MMII) a 2001 és 2003 között található természetes szám.

## A matematikában
A tízes számrendszerbeli 2002-es a kettes számrendszerben 11111010010, a nyolcas számrendszerben 3722, a tizenhatos számrendszerben 7D2 alakban írható fel.
A 2002 páros szám, összetett szám. Kanonikus alakban a 21 · 71 · 111 · 131 szorzattal, normálalakban a 2,002 · 103 szorzattal írható fel. Tizenhat osztója van a természetes számok halmazán, ezek növekvő sorrendben: 1, 2, 7, 11, 13, 14, 22, 26, 77, 91, 143, 154, 182, 286, 1001 és 2002.
Egyetlen szám valódiosztó-összegeként áll elő, ez a 3998.